# Julodis atkinsoni
Julodis atkinsoni es una especie de escarabajo del género Julodis, familia Buprestidae. Fue descrita científicamente por Kerremans en 1896.